# Élections législatives de 1986 dans l'Ain
Les élections législatives françaises de 1986 ont lieu le 16 mars 1986. Dans le département de l'Ain, quatre députés sont à élire dans le cadre d'un scrutin proportionnel par liste départementale à un seul tour.

## Élus
| Député élu             | Parti | Parti    |
| ---------------------- | ----- | -------- |
| Noël Ravassard         |       | PS       |
| Dominique Saint-Pierre |       | MRG      |
| Charles Millon         |       | UDF (PR) |
| Jacques Boyon          |       | RPR      |

À la suite de la nomination de Jacques Boyon au gouvernement, Lucien Guichon le remplace, suivant de liste.

## Résultats

### Résultats à l'échelle du département
|                                                          | Noël Ravassard Parti socialiste (MRG)                                           | 64 908  | 32,13  | 2 |  |  |
|                                                          | Charles Millon Union pour la démocratie française                               | 59 815  | 29,61  | 1 |  |  |
|                                                          | Jacques Boyon Rassemblement pour la République                                  | 43 070  | 21,32  | 1 |  |  |
|                                                          | Gilbert Devèze Front national                                                   | 20 474  | 10,13  | 0 |  |  |
|                                                          | Guy Jacquin Parti communiste français                                           | 11 258  | 5,57   | 0 |  |  |
|                                                          | Jean-Bernard Duchemin Extrême gauche (Mouvement pour un parti des travailleurs) | 1 416   | 0,70   | 0 |  |  |
|                                                          | Bernard Lombard Parti socialiste unifié                                         | 1 064   | 0,52   | 0 |  |  |
|                                                          |                                                                                 |         |        |   |  |  |
| Inscrits                                                 | Inscrits                                                                        | 277 382 | 100,00 | 4 |  |  |
| Abstentions                                              | Abstentions                                                                     | 66 050  | 23,81  |   |  |  |
| Votants                                                  | Votants                                                                         | 211 332 | 76,19  |   |  |  |
| Blancs et nuls                                           | Blancs et nuls                                                                  | 9 323   | 4,41   |   |  |  |
| Exprimés                                                 | Exprimés                                                                        | 202 009 | 95,59  |   |  |  |
| Source : Data.gouv.fr et Le Monde du 18 mars 1986, p. 12 |                                                                                 |         |        |   |  |  |

### Listes complètes en présence
| Liste Étiquette politique (partis et alliances) | Liste Étiquette politique (partis et alliances)                                                                                                 | Candidats (et remplaçants éventuels) |
| ----------------------------------------------- | --- | --- |
|                                                 | Pour une majorité de progrès avec le président de la République Parti socialiste - Mouvement des radicaux de gauche                             | 1. Noël Ravassard (PS) 2. Dominique Saint-Pierre (MRG) 3. Rachel Mazuir (PS) 4. Claude Tournier (PS)————————————5. Bernadette Baillon-Ampe 6. Roland Annen (PS) |
|                                                 | Liste d'union républicaine libérale et sociale Union pour la démocratie française (Parti républicain - Centre des démocrates sociaux)           | 1. Charles Millon (PR) 2. Étienne Blanc (PR) 3. Bernard Lobietti (PR) 4. Maryse Faucher-Bardel————————————5. Pascal Meylan (PR) 6. Jean-Paul Émin (PR)          |
|                                                 | Liste du Rassemblement pour la République Rassemblement pour la République                                                                      | 1. Jacques Boyon 2. Lucien Guichon 3. Louis Baise 4. Francoise Convert————————————5. Roger Petit 6. Paul Duperrier                                              |
|                                                 | Rassemblement national Front national | 1. Gilbert Devèze 2.Emmanuel Leroy - 3.Stéphane Frachet - 4.René Collet -————————————5.Monique Berthillot - 6.Jean-Claude Féraud -                              |
|                                                 | Liste présentée par le Parti communiste français Parti communiste français                                                                      | 1. Guy Jacquin 2. Marcel Benoit 3. Marcelle Vdovitchenko 4. Fernand Roustit————————————5. Georges Arpin 6. Pierre Trapier                                       |
|                                                 | Liste du Mouvement pour un parti des travailleurs Ain Mouvement pour un parti des travailleurs                                                  | 1. Jean-Bernard Duchemin 2. Maurice Guerry 3. Catherine Plunet-Bouvard 4. Georges Gaiffe————————————5. Philippe Lerda 6. Gilbert Deléglise                      |
|                                                 | Rassemblement pour une alternative de gauche Parti socialiste unifié - Ligue communiste révolutionnaire - Parti pour une alternative communiste | 1. Bernard Lombard 2. Jean-François Mortel 3. Daniel Guichard 4. Jean-Marc Boeufgras————————————5. Luc Bailly 6. Chantal Cellie                                 |